# Ліхтенштейн на Європейських іграх 2019
Ліхтенштейн на ІІ Європейських іграх у Мінську представлений 1 атлетом в змаганнях з дзюдо.

## Дзюдо
Чоловіки — 1
| Спортсмен          | Вагова категорія | 1/32           | 1/16                | 1/8        | 1/4        | Півфінал   | Фінал      | Місце |
| ------------------ | ---------------- | -------------- | ------------------- | ---------- | ---------- | ---------- | ---------- | ----- |
| Рафаель Швендінгер | 89 кг            | не брав участі | Лі Кочман L: 0s1—10 | Не пройшов | Не пройшов | Не пройшов | Не пройшов |       |